# Popis nematerijalne svjetske baštine u Europi
Popis nematerijalne svjetske baštine u Europi čini UNESCO-ova nematerijalna svjetska baština europskih država, prema abecednom redu i godini upisa. Oznakom (*) je označena nematerijalna baština na popisu hitne zaštite UNESCO-a.

## A

### Albanija(2)
- 2008. – Albansko polifonijsko pjevanje
- 2022. – Xhubleta, vještine, umijeće i oblici upotrebe

### Andora(2)
- 2015. – Festivali vatre ljetnog suncostaja na Pirenejima
- 2022. – Medvjeđe svečanosti u Pirinejima (zajedno s Francuskom)

### Austrija(10)
- 2012. – Festival u Imstu, Schemenlaufen
- 2015. – Španjolska škola jahanja iz Beča
- 2016. – Sokolarstvo (svjetska baština više zemalja)[1]
- 2016. – Regionalni centri za zanatstvo: strategija zaštite kulturne baštine tradicionalnog rukotvorstva
- 2018. – Upravljanje rizicima od snježnih lavina (zajedno sa Švicarskom)
- 2018. – Modrotisak (Blaudruck/Modrotisk/Kékfestés/Modrotlač), otiskivanje i bojanje indigom u Europi (svjetska baština više zemalja)[2]
- 2019. – Transhumanca, sezonska seoba stoke duž migracijskih putova na Sredozemlju i Alpama (svjetska baština više zemalja)[3]
- 2020. – Graditeljske radionice gotičkih katadrala ili Bauhütten, vještine i običaji izgradnje, te prijenos, razvoj znanja i inovacije[4]
- Sokolarstvo, s više zemalja
- 2022. 
  - Rafting drvetom, s više zemalja
  - Tradicija uzgoja lipicanaca, s više zemalja

## B

### Belgija(16)
- 2008. 
  - Karneval Binche
  - Procesija divova i zmajeva u Belgiji i Francuskoj
- 2009. – Procesija svete krvi u Brugesu
- 2010.
  - Houtem Jaarmarkt, anualni zimski sajam i stočna tržnica u selu Sint-Lievens-Houtem
  - Krakelingen i Tonnekensbrand, svečanost kruha i vatre o svršetku zime u Geraardsbergenu
- 2011. 
  - Leuvenski generacijski repertoar
  - Program njegovanja ludodiverziteta: zaštita tradicionalnih igara u Flandriji
- 2012. – Koračnice Entre-Sambre-et-Meuse
- 2013. – Lov na škampe s konjima u Oostduinkerkeu
- 2014. – Zaštita kariljonske kulture: očuvanje, prijenos, razmjena i podizanje svijesti
- 2016. 
  - Sokolarstvo (svjetska baština više zemalja)[1]
  - Pivska kultura u Belgiji
- 2019. – Ommegang u Bruxellesu, godišnja povijesna procesija i popularni festival
- 2020. – Glazbeno umijeće svirača roga, tehnika povezana s pjevanjem, kontrolom disanja, vibratom, rezonancom i druželjubivošću[5]
- 2021. – Viteško nadmetanje na štulama u gradu Namuru
- 2022. – Pljočkanje, s više zemalja

### Bjelorusija(5)
- 2009. – Božićni običaj, Kolendarski carevi*
- 2018. – Festival u Budslaŭ, proslava u čast Gospine ikone u Budslaŭ
- 2019. – Proljetni obred Juraŭski Karahod
- 2020. – Kultura pčelarstva na drveću (zajedno s Poljskom)
- 2022. – Pletenje slame u Bjelorusiji, umjetnost, zanat i vještine

### Bosna i Hercegovina(5)
- 2014. – Tradicionalni vez iz Zmijanja
- 2017. – Drvorezbarstvo iz Konjica
- 2018. – Berba trave na Ozrenu[6]
- 2020. – Strljanica[7]
- 2022. – Tradicija uzgoja lipicanaca, s više zemalja

### Bugarska(8)
- 2008. – Bistričke babe, arhajske polifone pjesme, plesovi i rituali u Šopluku
- 2009. – Nestinarstvo, stari paganski vatreni ritual na dan sv. Konstantina i Helene
- 2014. – Tradicionalno tkanje tepiha iz Čiprovaca
- 2015. – Surva festival oblasti Pernik
- 2016. – Festival folklora u Koprivshtitsi: sustav praksi za prezentaciju i prijenos baštine
- 2017. 
  - Martenica, kulturni običaji proslave 1. ožujka (zajedno s Makedonijom, Moldavijom i Rumunjskom)
  - Bugarsko čitalište: praktično iskustvo u zaštiti vitalnosti nematerijalne kulturne baštine
- 2021. – Visočko višeglasno pjevanje iz Dolena i Satovče, jugozapadna Bugarska

## C

### Cipar(6)
- 2009. – Lefkaritika, čipka iz sela Lefkara
- 2011. – Pjesnički dvoboj Tsiattista
- 2013. – Mediteranska prehrana[8]
- 2018. – Suhozid[9]
- 2019. – Bizantski napjev (zajedno s Grčkom)
- 2022. – Pljočkanje, s više zemalja

### Crna Gora(1)
- 2021. – Bokeljska mornarica

## Č

### Češka(8)
- 2008. – Slovački verbunk, regrutacijski ples
- 2010. – Pokladni obilasci maškara u području Hlinecka
- 2011. – Parada kraljeva u jugoistočnoj Češkoj
- 2016. 
  - Lutkarstvo u Slovačkoj i Češkoj
  - Sokolarstvo (svjetska baština više zemalja[1])
- 2018. –  Modrotisak (Blaudruck/Modrotisk/Kékfestés/Modrotlač), otiskivanje i bojanje indigom u Europi (svjetska baština više zemalja)[2]
- 2020. – Ručna izrada ukrasa za božićna drvca od staklenih perli
- 2022. 
  - Rafting drvetom, s više zemalja
  - Strategija očuvanja tradicijskih obrta: Program Nositelji tradicije narodnog obrta

## D

### Danska(2)
- 2021.
  - Nordijske tradicije čamaca od klinkera, zajedno s Finskom, Švedskom, Norveškom i Islandom
  - Inuitski ples i pjevanje bubnjeva

## E

### Estonija(5)
- 2008. – Kulturni prostor Kihnu
- 2009. – Seto Leelo, polifonska glazba naroda Seto
- 2009. – Baltički slavljenički plesovi i pjesme[10]
- 2014. – Tradicija parnih kupelji iz Võromaa
- 2021. – Izgradnja i korištenje proširenih dugotrajnih čamaca u regiji Soomaa

## F

### Finska(3)
- 2020. – Kultura saune u Finskoj[11]
- 2021.
  - Kaustinen sviranje violine i srodne prakse i izrazi
  - Nordijske tradicije čamaca od klinkera, zajedno s Danskom, Švedskom, Norveškom i Islandom

### Francuska(26)
- 2008. – Procesija divova i zmajeva u Belgiji i Francuskoj
- 2009.
  - Aubussonska tapiserija
  - Francuska tradicija crtanja krovišta
  - Cantu in paghjella, sekularna i liturgijska usmena tradicija s Korzike*
- 2010.
  - Compagnonnage, mreža za prenošenje znanja i identiteta
  - 2010. Alençonska čipka, vještina pravljenja
  - 2010. Francuski gastronomski obrok
- 2011. – Equitation, francuska škola jahanja
- 2012. – Fest-noz, festivalno okupljanje zajedničkih tradicionalnih plesova Bretanje
- 2013. – Sedmogodišnje procesije kostiju Limousina
- 2015. – Festivali vatre ljetnog suncostaja na Pirenejima
- 2016.
  - Karneval u Granvilleu
  - Sokolarstvo (svjetska baština više zemalja[1])
- 2018. 
  - Parfumerstvo Grassea: uzgoj biljaka za parfeme, znanja i procesi izrade sirovih tvari i umijeće sastavljanja parfema
  - Suhozid[9]
- 2019. – Alpinizam (zajedno s Italijom i Švicarskom)
- 2020. 
  - Urarske obrtničke i umjetničke vještine (zajedno sa Švicarskom)
  - Umjetnost staklenih perli (zajedno s Italijom)
  - Graditeljske radionice gotičkih katadrala ili Bauhütten, vještine i običaji izgradnje, te prijenos, razvoj znanja i inovacije[4]
  - Glazbeno umijeće svirača roga, tehnika povezana s pjevanjem, kontrolom disanja, vibratom, rezonancom i druželjubivošću[5]
  - 2022. 
    - Zanatsko znanje i kultura baguette kruha
    - Medvjeđe svečanosti u Pirinejima (zajedno s Andorom)
    - Pljočkanje, s više zemalja

## G

### Grčka(10)
- 2010. – Mediteranska prehrana[8]
- 2014. – Umijeće uzgajanja mastiksa s otoka Kiosa
- 2015. – Tinijska obrada mramora
- 2016. – Momoeria, proslava Nove godine u osam sela pokrajine Kozani, Zapadna Makedonija
- 2017. – Rebetiko
- 2018. – Suhozid[9]
- 2019. 
  - Bizantski napjev (zajedno s Ciprom)
  - Transhumanca, sezonska seoba stoke duž migracijskih putova na Sredozemlju i Alpama (svjetska baština više zemalja)[3]
- 2020. – Polifoni karavan, istraživanje, zaštita i promicanje epirske višeglasne pjesme
- 2022. – 15. kolovoza (Dekapentavgoustos) svečanosti u dvjema planinskim zajednicama sjeverne Grčke: Tranos Choros (Veliki ples) u Vlasti i Syrrako Festival

## H

### Hrvatska(21)
- 2009. – Zvončari Kastavštine
- 2009. – Hrvatsko čipkarstvo
- 2009. – Proljetni ophod kraljica (ljelja) u Gorjanima
- 2009. – Hvarska procesija križa
- 2009. – Festa Svetog Vlaha, zaštitnika Dubrovnika
- 2009. – Proizvodnja drvenih dječjih igračaka Hrvatskog zagorja
- 2009. – Istarsko dvoglasno pjevanje i sviranje na istarskoj ljestvici
- 2010. – Licitarski obrt sjeverne Hrvatske
- 2010. – Sinjska alka, viteški turnir iz Sinja
- 2010. – Ojkanje*
- 2011. – Bećarac, pjevanje i sviranje iz Slavonije
- 2011. – Nijemo kolo iz Zagore
- 2012. – Klapsko pjevanje iz Dalmacije
- 2013. – Međimurska popevka
- 2013. – Mediteranska prehrana[8]
- 2016. – Projekt 'Očuvanje nematerijalne baštine Rovinja kroz Ekomuzej batana'
- 2018. – Suhozid[9]
- 2021. – Sokolarstvo, s više zemalja
- 2022. 
  - Pljočkanje, s više zemalja
  - Tradicija uzgoja lipicanaca, s više zemalja
  - Svečanosti sv. Tripuna i kola sv. Tripuna – tradicija bokeljskih Hrvata u Republici Hrvatskoj

## I

### Irska(4)
- 2017. – Irske gajde
- 2018. – Hurling
- 2019. – Keltska harfa
- 2021. – Sokolarstvo, s više zemalja

### Island(1)
- 2021. – Nordijske tradicije čamaca od klinkera, zajedno s Danskom, Švedskom, Norveškom i Finskom

### Italija(17)
- 2008. 
  - Opera dei Pupi, tradicionalno sicilijansko lutkarsko kazalište
  - Canto a tenore, sardinijsko pastoralno pjevanje
- 2012. – Tradicionalna izrada violina u Cremoni
- 2013. 
  - Proslave procesija velikih struktura na ramenima
  - Mediteranska prehrana[8]
- 2014. – Tradicionalna poljoprivredna praksa uzgoja vite ad alberello (upravljanje rasta čokota loze) u općini Pantelleria
- 2016. – Sokolarstvo[1]
- 2017. – Napuljski Pizzaiuolo
- 2018. – Suhozid[9]
- 2019. 
  - Celestinov oprost, proslava
  - Transhumanca[3]
  - Alpinizam (zajedno s Francuskom i Švicarskom)
- 2020. 
  - Umjetnost staklenih perli (zajedno s Francuskom)
  - Glazbeno umijeće svirača roga, tehnika povezana s pjevanjem, kontrolom disanja, vibratom, rezonancom i druželjubivošću[5]
- 2021. – Lov na tartufe u Italiji, tradicijska znanja i praksa
- 2022. 
  - Pljočkanje, s više zemalja
  - Tradicija uzgoja lipicanaca, s više zemalja

## L

### Latvija(3)
- 2008. – Baltička slavlja plesa i pjesme[10]
- 2009. – Kulturni prostor Suiti*
- 2022. – Rafting drvetom, s više zemalja

### Litva(3)
- 2008. – Tradicionalni obrt i simbolika litvanskih križeva, Kryždirbystė
- 2009. – Baltička slavlja plesa i pjesme[10]
- 2010. – Sutartinės, litvanske višeglasne pjesme

### Luksemburg(2)
- 2010. – Plesna procesija u Echternachu
- 2020. – Glazbeno umijeće svirača roga, tehnika povezana s pjevanjem, kontrolom disanja, vibratom, rezonancom i druželjubivošću[5]

## M

### Mađarska(8)
- 2009. – Pohod bušara na Mohaču, običaj zakrabuljenog kraja zime
- 2011. – Táncház, narodni ples
- 2012. – Narodna umjetnost veza tradicionalne zajednice Matyó
- 2016. 
  - Sokolarstvo (svjetska baština više zemalja)[1]
  - Zaštita narodne glazbene baštine Kodályjevom metodom
- 2020. – Graditeljske radionice gotičkih katadrala ili Bauhütten, vještine i običaji izgradnje, te prijenos, razvoj znanja i inovacije[4]
- 2022. 
  - Mađarska gudačka tradicija
  - Tradicija uzgoja lipicanaca, s više zemalja

### Malta(2)
- 2020. – Ftira, kulinarska umjetnost i kultura spljoštenog kruha od dizanog tijesta
- 2021. – L-Għana, tradicija malteške narodne pjesme

### Moldavija(4)
- 2013. – Muška skupina Colindat, božićni obred (zajedno s Rumunjskom)
- 2016. – Tradicionalni zidni tepisi u Rumunjskoj i Moldaviji
- 2017. – Martenica, kulturni običaji proslave 1. ožujka (zajedno s Makedonijom, Bugarskom i Rumunjskom)
- 2022. – Umjetnost tradicionalne bluze s vezom na ramenu (altiţă) (zajedno s Rumunjskom)

## N

### Nizozemska(3)
- 2017. – Umijeće upravljanja vjetrenjačama mlinovima
- 2021.
  - Sokolarstvo, zajedno s više zemalja
  - Corso kultura, parade cvijeća i voća u Nizozemskoj

### Norveška(3)
- 2016. – Brod Oselvar
- 2019. – Stev/stevjing, tradicijska glazba i ples iz Setesdala
- 2020. – Graditeljske radionice gotičkih katadrala ili Bauhütten, vještine i običaji izgradnje, te prijenos, razvoj znanja i inovacije[4]
- 2021. – Nordijske tradicije čamaca od klinkera, zajedno s Danskom, Švedskom, Finskom i Islandom

## NJ

### Njemačka(7)
- 2016.
  - Ideja i praksa organizacije zajedničkih interesa u zadrugama
  - Sokolarstvo (svjetska baština više zemalja[1])
- 2017. – Proizvodnja i glazba orgulja
- 2018. – Modrotisak (Blaudruck/Modrotisk/Kékfestés/Modrotlač), otiskivanje i bojanje indigom u Europi (svjetska baština više zemalja)[2]
- 2020. – Graditeljske radionice gotičkih katadrala ili Bauhütten, vještine i običaji izgradnje, te prijenos, razvoj znanja i inovacije[4]
- 2022. 
  - Rafting drvetom, s više zemalja
  - Praksa suvremenog plesa u Njemačkoj

## P

### Poljska(5)
- 2018. – Krakovska šopka, običaj jaslica iz Krakova
- 2020. – Kultura pčelarstva na drveću (zajedno s Poljskom)
- 2021.
  - Sokolarstvo, zajedno s više zemalja
  - Tradicija cvjetnih tepiha za Tijelovske procesije
- 2022 – Rafting drvetom, s više zemalja

### Portugal(10)
- 2011. – Fado, portugalska popularna urbana pjesma
- 2013. – Mediteranska prehrana[8]
- 2014. – Cante Alentejano, višeglasno pjevanje iz Alenteja, južni Portugal
- 2015. – Izrada kravljih zvona*
- 2016. 
  - Proces proizvodnje Bisalhães crne keramike*
  - Sokolarstvo (svjetska baština više zemalja[1])
- 2017. – Izrada glinenih figura iz Estermoza
- 2019. – Careto, zimske svečanosti karnevala župe Podence[nedostaje izvor]
- 2021. – Svečanosti zajednice u Campo Maior
- 2022. – Portugalsko-galicijska granica ICH: model zaštite koji je stvorio Ponte...nas onda! (zajedno s Španjolskom)

## R

### Rumunjska(9)
- 2008. – Tradicija Căluşa
- 2009. – Doina
- 2012. – Umješnost izrade Horezu keramike
- 2013. – Muška skupina Colindat, božićni obred (zajedno s Moldavijom)
- 2015. – Momački plesovi u Rumunjskoj
- 2016. – Tradicionalni zidni tepisi u Rumunjskoj i Moldaviji
- 2017. – Martenica, kulturni običaji proslave 1. ožujka (zajedno s Makedonijom, Moldavijom i Bugarskom)
- 2022. 
  - Umjetnost tradicionalne bluze s vezom na ramenu (altiţă) (zajedno s Moldavijom)
  - Tradicija uzgoja lipicanaca, s više zemalja

## S

### Sjeverna Makedonija(5)
- 2013. – Festival svetih četrdeset mučenika u Štipu
- 2014. – Kopačkata, društveni ples iz sela Dramče, Pijanec
- 2015. – Glasoečko, dvoglasno muško pjevanje iz Dolni Pologa*
- 2017. – Martenica, kulturni običaji proslave 1. ožujka (zajedno s Bugarskom, Moldavijom i Rumunjskom)
- 2017. – Hıderles (Ederlezi), proslava Jurjeva, tj. proljeća (zajedno s Turskom)

### Slovačka(9)
- 2008. – Fujara i njegova glazba
- 2013. – Glazba sela Terchová
- 2015. – Kultura gajdi
- 2016. – Lutkarstvo u Slovačkoj i Češkoj
- 2017. – Višeglasno pjevanje Horehronie
- 2018. – Modrotisak (Blaudruck/Modrotisk/Kékfestés/Modrotlač), otiskivanje i bojanje indigom u Europi (svjetska baština više zemalja)[2]
- 2019. – Drotarstvo, umjetnost i vještine oblikovanja žicom[nedostaje izvor]
- 2021. – Sokolarstvo, zajedno s više zemalja
- 2022. – Tradicija uzgoja lipicanaca, s više zemalja

### Slovenija(6)
- 2016. – Pasijonska predstava u mjestu Škofja Loka
- 2017. – Kurentovanje od vrata do vrata
- 2018. 
  - Klekljanje, čipkarstvo na kleklji
  - Suhozid[9]
- 2022-
  - Tradicija uzgoja lipicanaca, s više zemalja
  - Pčelarstvo u Sloveniji, način života

### Srbija(5)
- 2014. – Krsna slava, proslave dana obiteljskih svetaca zaštitnika
- 2017. – Kolo, tradicionalni narodni ples
- 2018. – Guslanje, pjevanje uz pratnju gusli
- 2020. – Zlakuska lončarija[nedostaje izvor]
- 2022. – Društveni običaji i znanja vezana uz pripremu i upotrebu tradicionalnog žestokog pića od šljive – šljivovica

## Š

### Španjolska(23)
- 2008. 
  - Misterij Elxa u Elcheu
  - Festival Petum u Bergi, ples divova
- 2009. 
  - Sudovi za navodnjavanje sredozemne obale, vijeće staraca doline Murcia i sud navodnjavanja doline Valencia
  - Zviždući jezik Silbo Gomero otoka La Gomera
  - Centar za tradicijsku kulturu – školski muzej pusolskog pedagoškog projekta
- 2010. 
  - Katalonski ljudski tornjevi
  - Flamenko
  - Sibilina pjesma na Majorci
- 2011. 
  - Festival la Mare de Déu de la Salut u Algemesí
  - Revitalizacija tradicionalne izrade vapna u Morón de la Frontera
- 2012. – Festival otvorenih dvorišta u Córdobi
- 2013.
  - Mediteranska prehrana[8]
  - Metodologija za popis nematerijalne kulturne baštine u rezervatima biosfere: iskustvo Montsenyja
- 2015. – Festivali vatre ljetnog suncostaja na Pirenejima
- 2016.
  - Festival Falles u Valenciji
  - Sokolarstvo (svjetska baština više zemalja[1])
- 2018.
  - Suhozid[9]
  - Rituali sviranja bubnjeva u Tamboradama
- 2019. – Postupak izrade zanatske talavere iz Pueble i Tlaxcale i keramike Talavera de la Reina (Meksiko) i El Puente del Arzobispo (Španjolska)
- 2020. – Vinski konji
- 2022. 
  - Rafting drvetom, s više zemalja
  - Portugalsko-galicijska granica ICH: model zaštite koji je stvorio Ponte...nas onda! (zajedno s Portugalom)
  - Ručno zvonjenje

### Švedska(2)
- Program Nizina legendi, za promicanje i revitalizaciju umjetnosti pripovijedanja u regiji Kronoberg
- 2021. – Nordijske tradicije čamaca od klinkera, zajedno s Danskom, Norveškom, Finskom i Islandom

### Švicarska(8)
- 2016. – Festival vinogradara u Veveyu
- 2017. – Baselski karneval
- 2018. 
  - Upravljanje rizicima od snježnih lavina (zajedno sa Švicarskom)
  - Suhozid[9]
- 2019.
  - Povorke u Velikom tjednu u Mendrisiju
  - Alpinizam (zajedno s Italijom i Francuskom)
- 2020.
  - Urarske obrtničke i umjetničke vještine (zajedno s Francuskom)
  - Graditeljske radionice gotičkih katadrala ili Bauhütten, vještine i običaji izgradnje, te prijenos, razvoj znanja i inovacije[4]

## T

### Turska(25)
- 2008. – Novruz (ili Nouruz), proslava nove godine
- 2008. – Meddah umjetnost javnog pripovijedanja
- 2008. – Ceremonija Mevlevi Sema
- 2009. – Karađoz kazalište sjena
- 2009. – Âşıklık tradicija
- 2010. – Tradicijski Sohbet skupovi
- 2010. – Semah, ritual Alevi-Bektaşi vjernika
- 2010. – Kırkpınar ili rvački festival
- 2011. – Keşkek
- 2012. – Festival Mesir Macunu
- 2013. – Turska kava, kultura i tradicija
- 2014. – Ebru, turska umjetnost slikanja na vodi
- 2016. – Tradicijska vještina proizvodnje glazura u keramici (Çini)
- 2016. – Proizvodnja plošnog kruha poznatog kao lavaš, katirma, jupka ili jufka, zajedno s drugim državama (Azerbajdžan, Iran, Kazahstan i Kirgistan)
- 2017. – Hıderles (Ederlezi), proslava Jurjeva, tj. proljeća (zajedno s Makedonijom)
- 2017. 
  - Zviždući jezik*
  - Spring celebration, Hıdrellez (zajedno sa Sjevernom Makedonijom)
- 2018. – Nasljeđe Dede Qorquda/Korkyt Ata/Dede Korkuta, epska kultura, narodne priče i glazba (zajedno s Azerbajdžanom i Kazahstanom)
- 2019 – Tradicionalno tursko streličarstvo
- 2020.
  - Tradicionalna obavještajna i strateška igra: Togyzqumalaq, Toguz Korgool, Mangala/Göçürme (zajedno s Kazahstanom i Kirgistanom)
  - Umjetnost minijature (Zajedno s Iranom, Azerbajdžanom i Uzbekistanom)
- 2021. – Hüsn-i Hat, tradicionalna kaligrafija u islamskoj umjetnosti u Turskoj
- 2022.
  - Tradicionalni Ahlat kameni radovi*
  - Tradicija kazivanja Nasreddin Hodja/ Molla Nesreddin/ Molla Ependi/ Apendi/ Afendi Kozhanasyr Anegdote (zajedno s više zemalja)
  - Uzgoj svila i tradicionalna proizvodnja svile za tkanje (zajedno s više zemalja)
  - Kultura Çaya (čaja), simbol identiteta, gostoprimstva i društvene interakcije (zajedno s Azerbajdžanom)

## U

### Ukrajina(5)
- 2013. – Ukrajinsko dekorativno slikarstvo Petrikivke
- 2016. – Kozačke pjesme Dnjipropetrovske oblasti*
- 2019. – Tradicija kosivske obojene keramike
- 2020. – Ornek, krimskotatarski ukras i znanje o njemu
- 2022. – Kultura kuhanja ukrajinskog boršča *

## Vanjske poveznice
- UNESCO-ov reprezentativni popis nematerijalne svjetske baštine